# 唯一神道名法要集
『唯一神道名法要集』（ゆいいつしんとうみょうほうようしゅう）は、卜部兼延の著作とされるが、祖先に仮託した吉田兼倶の偽作であろうとされる。
唯一神道に関する事項を問答形式で記述する。唯一神道の経典の第一とされる。